# 白炭黑
白炭黑是人工合成的水合二氧化硅，分子式为mSiO2·nH2O。外观为白色蓬松粉末，原始粒子极细，质轻，松密度为0.128 g/cm3，在空气中吸收水分后成为聚集的细粒子。比表面积、吸附容量和分散能力都很大，吸油率可达200ml/100g。故为农药可湿性粉剂的理想载体。白炭黑作载体，价格较高，故一般应用于高档高浓度的可湿性粉剂加工中，或与其它载体复配使用。